# Zouk
Zouk is een muziekgenre uit de Franse Antillen. Het woord zouk betekent feest in het Kweyol (Frans Creools).

## Zouk in het Caribisch gebied
Het muziekgenre zouk is ontstaan op de Franstalige Caribische eilanden Guadeloupe en Martinique en is in eerste instantie groot gemaakt door de band Kassav'. Van oorsprong is zouk een typisch Caribisch muziekgenre, gezongen in het Kweyol. Het ritme van de zouk vindt zijn roots in muziekstijlen zoals de cadence, kompa en soca. Ook in Brazilië is zouk populair geworden, maar dan onder de naam kizomba, wellicht onder invloed van Portugeestalige Afrikaanse landen.
Bekende andere namen in de zoukwereld zijn: 
- Edith Lefel
- Stéphane Nichols
- Harry Diboula
- Luc Leandry
- Zouk Machine

## Geschiedenis van Kassav
De groep genaamd Kassav' geeft gestalte aan de zoukmuziek aan het begin van de jaren ’70. De geschiedenis van de groep begint in 1979 als Pierre-Edouard Décimus, zelf muzikant in een band die dansmuziek maakt (Les Vikings de la Guadeloupe), eind jaren ´60 met een andere Antilliaanse muzikant beslist de muziek, die ze altijd hebben gespeeld, te vernieuwen en moderniseren. Doordat hij altijd al gehecht was aan de populaire muziek van carnaval probeert hij dit in te passen in moderne muzikale technieken. De twee mannen betrekken ook Jacob Desvarieux en Georges Décimus bij de groep, de eerstgenoemde is een gevorderde gitarist en de laatstgenoemde (broer van Edouard Décimus) een bassist, en zo ook andere optredende muzikanten. De groep komt stukje bij beetje tot stand. De zojuist geboren groep gaat de studio in in november en aan het begin van het jaar daarop verschijnt het eerste album van Kassav', genaamd Love and Ka Dance. Een nieuw muziekgenre is geboren: zouk. De opkomst van nieuwe klanken, vooral op het niveau van de baspartij, de toetsen en koperen blaasinstrumenten, geeft deze muziek een modern en vooral feestelijk karakter, kortom een dansbare en levendige muziekstijl. Daar begint Kassav' de geschiedenis van zouk te schrijven.

## Etymologie
Het Franse woordenboek 'Le Petit Robert' geeft de volgende definitie aan het woord zouk: musique de danse très rythmée, originaire des Petites Antilles (een zeer ritmische dansmuziek, afkomstig van de Kleine Antillen). Toch geeft de bekende Martinikaanse percussionist Henri Guédon aan dat tijdens de jaren 60 het woord zouk refereerde aan populaire plekken waar gedanst werd. De columnist Michel Thimon zoekt het in dezelfde hoek. Volgens hem duidde zouk oorspronkelijk op een soort geïmproviseerde 'balzaal' waar men op zaterdagavond samenkwam om de 'lafouka' te dansen (een heel sensuele dans) op het ritme van populaire bandjes. Anderen zien het woord zouk als een samentrekking van het woord mazouk, wat niets anders aanduidt dan de creoolse dans de mazurka. De etymologische afkomst van het woord zouk blijft omringd door mysterie. Een andere origine van het woord vinden we in het Congolese woord 'zoka'. Dit betekent: beweging van het lichaam.

## Beschrijving van de dans
Zouk wordt gedanst als koppel, terwijl ze tegen elkaar aan gedrukt zijn pakt de man de vrouw vast in haar taille en de vrouw slaat haar armen om de nek van haar begeleider. Het is afkomstig van de dans de beguine of van het ritme van het carnaval van de Franse Antillen (Martinique en Guadeloupe) genaamd 'mas a sinjan' (masker van Saint-Jean), met hierin funksynthesizers, rockgitaren en de soukouss, een koperen blaasinstrument . We zien ook invloeden van de muziekstijl kompa uit Haïti.
Pas later is de langzamere stijl 'zouk love' ontstaan.
Omdat in Brazilië lambadadansers de zoukmuziek gebruikten nadat de lambadamuziek min of meer uitstierf, is een nieuwere variant van de lambadadans ook 'zouk' gaan heten. Deze 'Braziliaanse zouk' lijkt niet op de originele Caribische variant, maar is een mix van moderne dans en lambada, waarbij het lange haar van de vrouwen een grote rol speelt. Vooral in de tragere zouknummers is de rol van moderne dans goed zichtbaar. In de afgelopen jaren is ook reggaeton en R&B een grote rol gaan spelen in de 'Braziliaanse' zoukdans.

## Zouk love
Zouk love is een variant op zoukmuziek maar het ritme heeft een rustiger, zachter en sensueler karakter. Bij de meeste muziekstukken gaat het om een liefdeslied. De teksten van de liedjes gaan vaak over liefde en gevoelskwesties. Bij de stijl zouk love wordt tegen elkaar aan gedanst op een sensuele manier.

## Zouk in Afrika
Muziekgenres met eenzelfde soort ritme en beat ontwikkelde zich ook in Afrikaanse landen - al dan niet geïnspireerd door de zouk - die daar in de jaren 1980 werd geïntroduceerd door de band Kassav'. In Afrika is het per land verschillend welke naam er aan het muziekgenre wordt gegeven, maar veel landen gebruiken de term Cabo love (Kaapverdië) en kizomba (Angola).

## Portugeestalige landen
In Angola, Guinee-Bissau, Mozambique, Sao Tomé en Principe en Kaapverdië kent men zouk meestal als kizomba en wordt het gezongen in het Portugees of Creools Portugees. In Kaapverdië noemt men het ook wel Cabo love, Cabozouk of colazouk.
Bekende artiesten uit Portugeestalig Afrika zijn onder meer: Philipe Monteiro, Suzanna Lubrano, Johnny Ramos, Irmãos Verdades, Don Kikas en Helder Rei do Kuduro. Ook Gil Semedo en Nelson Freitas verwerkten invloeden van zouk in hun muziek.
Zie ook Kuduro

## Franstalige landen
In de Franstalige landen zijn verschillende stijlen ontstaan, vaak met een sneller ritme dan zouk, waardoor men er niet op kan "zouk dansen". Daarentegen hebben deze genres ook eigen dansstijlen ontwikkeld.
- soukous of n'dombolo in Congo-Brazzaville en Congo-Kinshasa
- makossa in Kameroen
- mapouka en/of coupé decalé in Ivoorkust

Bekende artiesten uit Franstalig Afrika zijn onder meer: Magic System, Awilo Longomba, Papa Wemba en Koffi Olomide.

## Braziliaanse zouk
Men zou kunnen stellen dat de zouk de "nieuwe lambada" is. Omdat het ritme van de zouk perfect geschikt is om Lambada op te dansen, is in Brazilië de Lambada de basis van de dans die bij zouk hoort. Omdat veel zoukmuziek Franstalig is, noemen Brazilianen zouk soms de "Franse lambada".
De oorspronkelijke lambada is een vrij snelle dans, die vooral in de jaren 1980 populair was. De muziek is echter nauwelijks nog in trek. De dans is rustiger en zwieriger, en wordt daardoor als sensueel en romantisch ervaren.
Opvallend bij zouk is net als bij de Lambada het vele "haarzwaaien": het haar wordt door een knik of draai met het hoofd naar voren, naar achteren of opzij gegooid. Dit kan zwaar zijn voor de nek als je als danser niet weet wat je doet. Ook bij het vele achteroverbuigen van de dames kan de rug het zwaar te verduren krijgen, als de bewegingen zonder de juiste techniek worden uitgevoerd. Deze bewegingen schrikken sommige mensen af, omdat ze bang zijn voor blessures. Toch kan zouk ook prima zonder deze bewegingen worden gedanst. Hierbij wordt de beweging van het hoofd geïnitieerd vanuit de borst ("core").
Er zijn ruwweg drie dansen die sterk op elkaar lijken. De langzame en sensuele zouk, die gestapt wordt op 1-34 in een vierkwartsmaat (lang-kort-kort) en veel diepe bewegingen telt, de oorspronkelijke Lambada waarbij wordt gestapt op 123 en de nadruk ligt op de bewegingen boven de gordel, en daarom geschikt is voor veel snellere snelle muziek. En een tussenvorm, de lambazouk, die de 123 als basis neemt, maar veel van de diepe bewegingen van de zouk heeft overgenomen.